# Рот, Лиллиан
Лиллиан Рот (англ. Lillian Roth, урождённая Лиллиан Рутштайн (англ. Lillian Rutstein), 13 декабря 1910 — 12 мая 1980) — американская актриса и певица.

## Биография
Родилась в Бостоне в семье евреев Кэти Сильверман и Артура Рутштайна. Её актёрский дебют состоялся ещё в детстве на одной из сцен Бродвея в 1917 году. Последующие несколько лет она продолжала играть в театре, а также гастролировала вместе с сестрой Энн с водевилями по стране. В 1918 году Рот впервые появилась на киноэкранах исполнив эпизодическую роль в немом фильме.
В конце 1920-х, получив к тому времени образование, она подписала контракт с «Paramount Pictures» и в 1929 году вернулась в кино. Основную массу свои киноролей Рот сыграла до середины 1930-х, появившись в картинах «Парад любви» (1929), «Армейский парад» (1930), «Воры и охотники» (1930) и «Мадам Сатана» (1930). В то же время она продолжала играть на Бродвее, где принимала участие в ряде успешных музыкальных постановок в качестве актрисы и певицы.
В конце 1930-х Рот ушла в тень, перестав играть в театре и сниматься в кино. В 1953 году актриса появилась в качестве гостьи в телепередаче «Это ваша жизнь», в которой поделилась со зрителями своими проблемами с алкоголизмом. В 1954 году она опубликовала автобиографию «Я буду плакать завтра», на основе которой год спустя Дэниэл Манн снял одноимённый фильм, где роль Рот сыграла Сьюзен Хэйворд, номинировавшаяся за неё на премию «Оскар». Успех картины вновь пробудил интерес публики к Лиллиан Рот, и последующие годы она исполнила несколько ролей на телевидении, а в 1962 году вернулась на Бродвей с мюзиклом «Я достану тебе это оптом». В 1970-е Рот вновь появилась на большом экране, исполнив небольшие роли в фильмах «Элис, милая Элис» (1976) и «Променад» (1979).
Актриса пять раз была замужем, причем все её браки закончились разводом. Лиллиан Рот умерла от инсульта в 1980 году в возрасте 69 лет и была похоронена на кладбище Маунт-Плезант в Маунт-Плезанте, округ Уэстчестер. Её вклад в киноиндустрию США отмечен звездой на Голливудской аллее славы.